# Höhere Medizinschule Šiauliai
Die Höhere Medizinschule Šiauliai (lit. Šiaulių aukštesnioji medicinos mokykla) war eine Höhere Schule für Medizin in Šiauliai, Litauen.

## Geschichte
Am 1. Juli 1946 gründete man die Schule für die Bildung der Krankenschwester (lit. Medicinos seserų mokykla). 1991 wurde die Schule zur Höheren Medizinschule Šiauliai. Am 1. September 2002 wurde sie zur Fakultät für Gesundheitspflege von Kolleg Šiauliai. Am 9. Januar 2003 wurde die höhere Medizinschule Šiauliai aufgelöst.
Seit 2010 gibt es die Fakultät für Gesundheitspflege am Staatlichen Kolleg Šiauliai.
An der Fakultät gibt es den Lehrstuhl für Biomedizinwissenschaften, Lehrstuhl für Rehabilitation und Lehrstuhl für
Sozialarbeit. An der Fakultät gibt es eine wissenschaftliche Studentengesellschaft (SMD). Die Studiengänge sind Krankenpflege der allgemeinen Praxis, Mundhygiene, Kinesitherapie, Kosmetologie, Öffentliche Gesundheit.
Zum Selbstverwaltungsorgan zählt der Fakultätsrat mit Vertretern der Hochschullehrer und Studenten. Die Fakultät wird vom Dekanat geleitet (Dekanin Ginta Gerikaitė und Prodekanin Laima Leščinskienė).

## Absolventen
- Asta Kubilienė (* 1964), Nefrologin und Politikerin, Seimas-Mitglied